# Блакитний банан

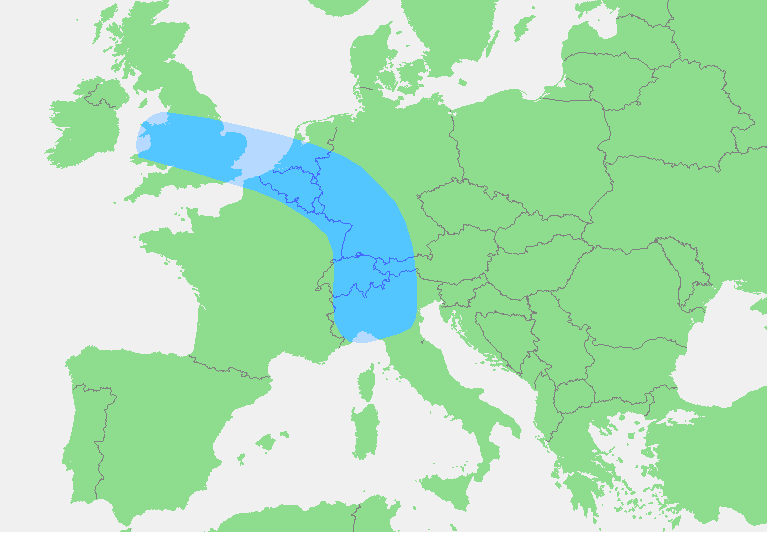
Блакитний Банан

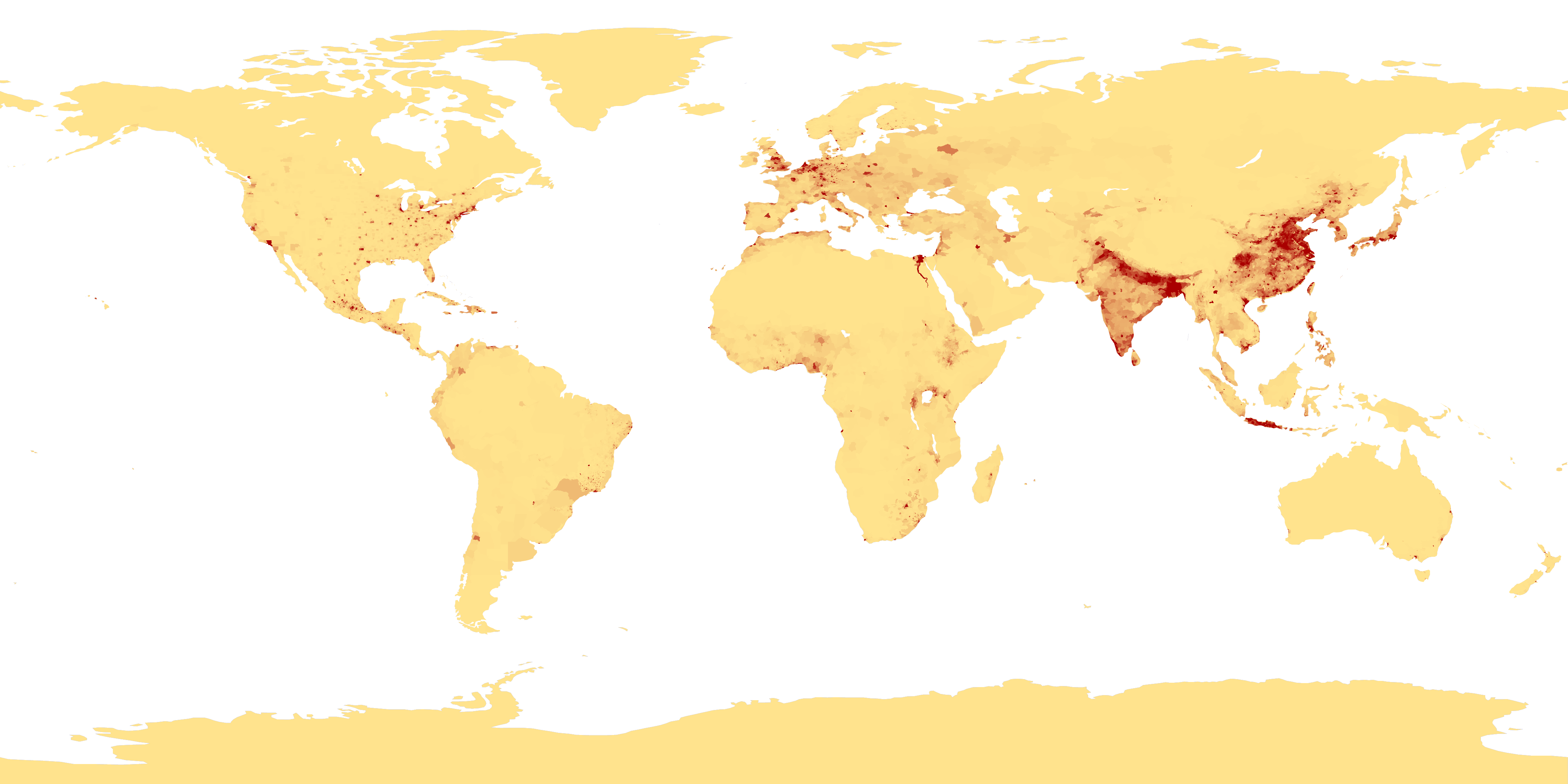
Густота населення у всьому світі

«Блаки́тний Бана́н» (фр. Banane bleue, англ. Blue Banana, нім. Blaue Banane, італ. Banana blu, нід. Blauwe Banaan), (ще знаний як Європейський мегаполіс чи Європейський хребет) — це розірвана область урбанізації у Західній Європі, чисельність населення якої становить близько 110 млн осіб. Вона тягнеться від Північно-Західної Англії на півночі до Мілана на півдні. Формою область на мапі схожа з бананом: звідси походить її назва. «Блакитний банан» має у своєму складі міста Бредфорд, Лідс, Ліверпуль, Манчестер, Бірмінгем, Лондон, Амстердам, Гаага, Роттердам, Брюссель, Антверпен, Ейндговен, Рур, Дюссельдорф, Кельн, Франкфурт-на-Майні, Люксембург, Штутгарт, Страсбург, Цюрих, Турин, Мілан, Генуя і є однією з найбільших у світі концентрацій людей, грошей та виробництва. Цю теорію висунула 1989 року група французьких географів RECLUS, яку очолював Роже Брюне.

## Історія
У 1989 році французький географ Роже Брюне, бажаючи поділити Європу на «активні» і «пасивні» зони, розробив концепцію західноєвропейського «хребта». Вчений помітив область промисловості та сфери послуг, що тягнеться від північної Англії до північної Італії.
Роже Брюне вважав «синій банан» результатом історичного розвитку території: шляхів торгівлі, накопичення промислового капіталу. Франція, на його думку, втратила свої зв'язки з областю внаслідок переслідування меншин (а саме гугенотів) і надмірної централізації навколо Парижа. У своєму аналізі Брюне розкритикував французькі міські агломерації, які зосереджені навколо Парижа, щоб переконати французьку владу в необхідності тіснішої інтеграції бізнесу в Центральній Європі.
|  | Назва з'явилася у засобах масової інформації: форму банана зазначив на прес-конференції Жак Ширак, міністр; колір був даний йому художником Нувель Обсерватер у статті Жозе Алії, яка трьома днями пізніше охрестила його Блакитним Бананом (Banane Bleue) |

Є думка, що Банан було зроблено блакитним, бо він знаходився в серці Європи, а прапор Європи — синього кольору. Інші джерела стверджують, що колір асоціюється з одягом промислових робітників («синіх комірців»).
Існування Банана іноді приписують перекроюванню мапи Європи після Другої світової війни, яка привела до створення осі Північ-Південь (де високо розвинена інфраструктура долини Рейну забезпечує зв'язок між частинами системи), тоді як між Сходом і Заходом відносини були ослаблені. З іншого боку, великі центри вже існували задовго до того часу (Рандстад, Рурський регіон, Манчестер).

## Список міст та регіонів, які входять до Блакитного Банана
Нижче показані найбільші міські агломерації, які входять до цієї найбільшої в Європі області урбанізації.
| Місто / Назва мегаполіса                                    | Країна                           | Населення (млн) |
| ----------------------------------------------------------- | -------------------------------- | --------------- |
| Ліверпуль / Ліверпульська агломерація                       | Велика Британія                  | 1,3             |
| Манчестер — Солфорд / Великий Манчестер                     | Велика Британія                  | 2,5             |
| Лідс — Бредфорд / Агломерація Західного Йоркширу            | Велика Британія                  | 1,9             |
| Шеффілд / Агломерація Південного Йоркширу                   | Велика Британія                  | 1,5             |
| Бірмінгем — Вулвергемптон / Агломерація Західного Мідлендсу | Велика Британія                  | 2,6             |
| Ноттінгем — Дербі                                           | Велика Британія                  | 0,8             |
| Лондонська агломерація                                      | Велика Британія                  | 13,9            |
| Лілль-Кортрейк-Турне                                        | Франція та Бельгія               | 1,8             |
| Фламандський діамант                                        | Бельгія                          | 5,5             |
| Рандстад                                                    | Нідерланди                       | 7,8             |
| Брабантська агломерація                                     | Нідерланди                       | 1,7             |
| Агломерація Арнем-Неймеген                                  | Нідерланди                       | 0,8             |
| Маасько-Рейнський регіон                                    | Бельгія, Нідерланди та Німеччина | 3,9             |
| Рейнсько-Рурський регіон                                    | Німеччина                        | 12,0            |
| Агломерація Франкфурта-на-Майні                             | Німеччина                        | 5,2             |
| Мангеймська агломерація                                     | Німеччина                        | 2,0             |
| Саарбрюкен-Форбак                                           | Німеччина та Франція             | 0,7             |
| Штутгартський регіон                                        | Німеччина                        | 5,3             |
| Страсбург-Ортенау                                           | Франція та Німеччина             | 0,9             |
| Базельська агломерація                                      | Швейцарія, Франція та Німеччина  | 0,7             |
| Агломерація Цюриха                                          | Швейцарія                        | 3,8             |
| Міланська агломерація                                       | Італія                           | 7,5             |
| Туринська агломерація                                       | Італія                           | 2,2             |
| Генуезька агломерація                                       | Італія                           | 1,3             |
| Агломерація Ніцци                                           | Франція                          | 0,9             |
| Всього                                                      | Всього                           | 89,8            |

## Значення

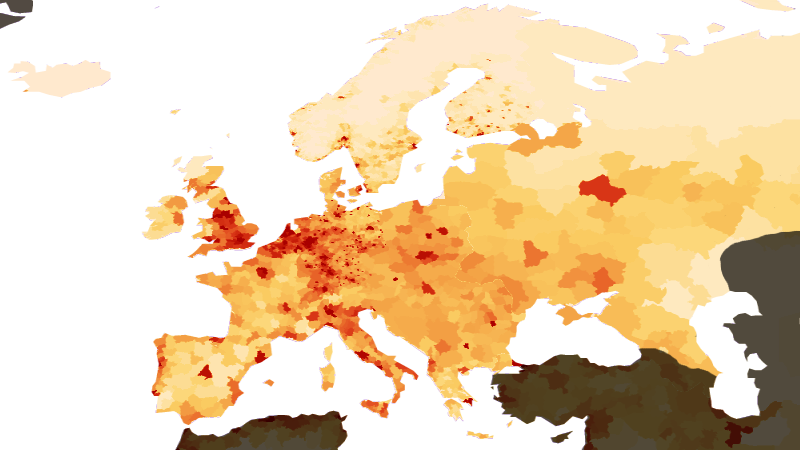
Густота населення в Європі найбільша вздовж Блакитного Банана

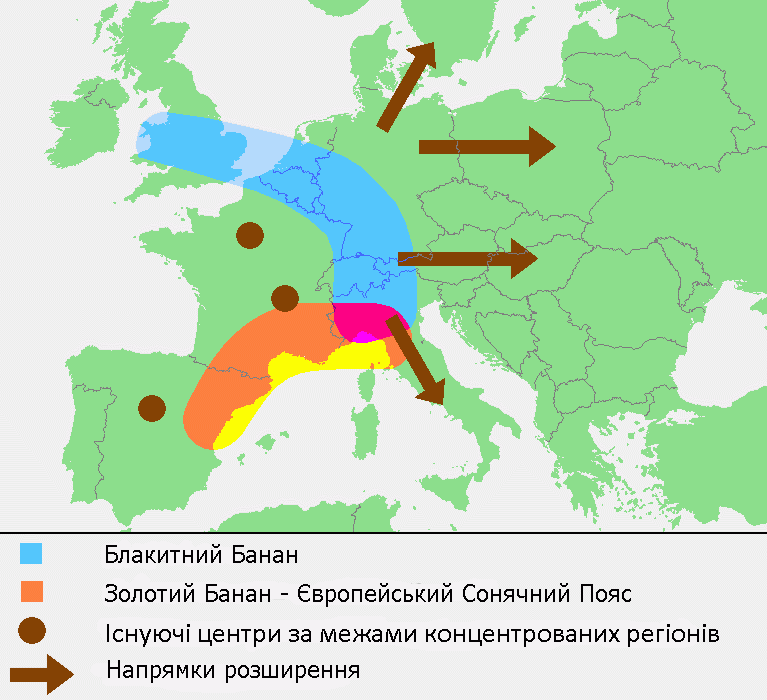
Золотий, Блакитний Банани та інші великі агломерації на Заході Європи

Блакитний банан займає економічно вигідну позицію через велику густоту свого населення, урбанізація якого знаходиться на дуже високому рівні, розвинуту транспортну інфраструктуру (порти Роттердам, Антверпен, аеропорти у Лондоні, Франкфурті, Амстердамі і т. д.) та свою близькість до великих промислових центрів. Крім того, у регіоні розташовані головні офіси декількох міжнародних організацій: Міжнародний Суд (Гаага), Європейський парламент (Страсбург), НАТО (штаб-квартира в Брюсселі).

## Розвиток
Сьогодні Блакитний Банан своєю формою вже не точно відповідає назві: колишні агломерації значно виросли. А в останні роки їхня площа настільки збільшилась, що можна говорити про Блакитну Зірку, хоча Блакитний Банан залишається в її основі. Нові області, які можуть бути порівняні з Блакитним Бананом можна знайти:
- південніше, вздовж узбережжя Середземного моря між Валенсією та Генуєю, — це Золотий банан або Європейський Сонячний Пояс
- в північній частині Німеччини, де агломерації лежать на узбережжі Північного моря, тягнучись до Данії та південної Скандинавії.

## Проблеми
Іммігранти поселяються у розвиненіших районах Європи, у тому числі на території Блакитного Банана. Ця проблема призводить до дисбалансу у розвитку Європи і може зумовити її розділення на дві економічні моделі:
- розвинуті райони (Блакитний Банан, інші великі агломерації)
- нерозвинуті райони (сільські, далекі від центрів міста, країни Східної Європи).

## Критика
- Термін через його простоту та запам'ятовуваність був адаптований ЗМІ і став об'єктом рекламного використовування. Місцева влада старалася представити Блакитний Банан найкращим місцем для інвестицій.

- Його противники помітили, що такі ж самі важливі області-коридори можуть бути знайдені по Дунаю, на узбережжях Балтики та Середземномор'я, а агломерації існують і навколо Берліна, Парижа та Варшави. Мало того, Блакитний Банан включає великі простори малозаселених територій (Північне море і Альпи). А сама концепція ігнорує проблеми, з якими зіткнутися Валлонія, Лотарингія, Рур і Саар, намагаючись пристосуватись до економічних змін у XX столітті.